# Gorki (band)
Gorki was een Belgische rockgroep. De finale bezetting bestond uit Luc De Vos (zang, gitaar), Luc Heyvaerts (toetsen, klarinet), Erik Van Biesen (bas), Thomas Vanelslander (gitaar) en Bert Huysentruyt (drums). Voorheen maakten ook Wout De Schutter (bas), Geert Bonne, Steven van Havere, Eric Bosteels (drums) en Wim Rogge (gitaar) deel uit van de groep. Op 29 november 2014 stierf Luc de Vos, wat ook het einde van Gorki als groep betekende.
De albums van Gorki hadden vooral in Vlaanderen veel succes. In Nederland is Gorki nooit zo populair geworden als in België. De Vlaamse Music Industry Awards, afgekort MIA's, zijn een knipoog naar het gelijkaardige nummer van Gorky.

## Geschiedenis
In 1989 werd de band opgericht als Gorky, Russisch voor 'de bittere'. De band bestond toen uit Luc De Vos, Wout De Schutter en Geert Bonne. In 1990 werden ze derde in Humo's Rock Rally, een bekende springplank voor jong Belgisch talent. De eerste plaats werd dat jaar behaald door Noordkaap. In 1991 brak de band door met de single Anja, een liedje dat refereert aan de gelijknamige Nederlandse zangeres Anja uit de jaren zestig en zeventig.
Na Anja werden er nog meerdere singles van het debuutalbum Gorky getrokken. Een van die singles was Soms vraagt een mens zich af. De B-kant van dat nummer was Mia (1991), dat later het bekendste nummer van de groep werd en uiteindelijk zelfs doordrong tot de hitlijsten.
Drie nummers van Gorki stonden ooit op 1 in de Afrekening van Studio Brussel, namelijk in 1992 Lieve kleine piranha (Gorky), meer dan 10 jaar later, in 2003, Een schaduw in de schemering (Plan B) en in 2006 Joerie (Homo erectus).
In 1993 splitte de groep en ging Luc De Vos door onder de naam Gorki.
In 2003, 2004 en 2005 stond Gorki met Mia op 1 in de Tijdloze 100 van Studio Brussel. In de Tijdloze van 2006 echter zakte Mia naar de tweede plaats. Toen Luc De Vos eind 2014 overleed was de stemronde voor de Tijdloze al gesloten. Nadat veel luisteraars hun stem alsnog wilden veranderen om Mia op één te krijgen werd het nummer als eerbetoon op de één gezet.
De groep onderbrak een sabbatjaar om zijn 15-jarig bestaan te vieren op het Folk Dranouter in 2005.
Mia stond ook in de 100 op 1 van Radio 1 en werd door de luisteraars van Radio Donna in 2006 verkozen tot beste Vlaamse song aller tijden. In 2006 werd Mia verkozen als beste nummer over "meisjes" in het Eén-televisieprogramma Zo is er maar één.
Hoewel in april 2015 de overige bandleden nog bij elkaar kwamen voor een repetitie betekende de dood van De Vos het einde voor de band.

## Discografie

### Studioalbums
- Gorky (1992)
- Boterhammen (1992)
- Hij leeft (1993)
- Monstertje (1996)
- Ik ben aanwezig (1998)
- Eindelijk vakantie! (2000)
- Vooruitgang (2002)
- Het beste van Gorki live (2003)
- Plan B (2004)
- Homo erectus (2006)
- Voor rijpere jeugd (2008)
- Research & Development (2011)

### Compilatiealbums
- Het beste van Gorki (1999)
- Anja ♥ Ninja (2012)
- Alles moet weg (2019)
- Anja / Lieve kleine piranha / Soms vraagt een mens zich af / Wacht niet te lang (2020)